# Kunstlabor
Kunstlabor ist der Name eines Zwischennutzungsprojektes in einem ehemaligen Bürogebäude in München. Vom 12. Oktober 2018 bis voraussichtlich Ende Januar 2019 diente es zugleich als externes Ausstellungsgebäude des Museum of Urban and Contemporary Art in München. Im Kunstlabor hatten 50 nationale und internationale Streetart-Künstler zwei Stockwerke und Teile der Fassaden des ehemaligen Tengelmann Verwaltungsgebäudes in der Landsberger Straße 350 gestaltet.
Das Kunstlabor gilt als eines der größten Kunstprojekte Münchens. Zu den 50 Künstlern zählen u. a. der Münchner Streetart-Künstler Loomit, das Künstlerpaar Herakut sowie Stohead. Die Ausstellungsmacher haben den Künstler die Gestaltung der „Raumexperimente“ überwiegend freigestellt, die Arbeiten sollen auch während der Ausstellungsphase in den letzten Monaten des Jahres 2018 weiterentwickelt werden, damit die Besucher miterleben wie die Kunst entsteht, so Kuratorin Stephanie Utz. Offenkundig hoffen die Betreiber, dass der Eigentümer des Gebäudes, die Axa Versicherung zusammen mit der FOM Real Estate die Zwischennutzungsphase über den Dezember 2018 verlängert. Grundsätzlich hat die Axa Versicherung die ehemalige Verwaltungszentrale der Tengelmann Gruppe aber gekauft, um das Gebäude abzureißen und neue Bürogebäude zu errichten. Der letzte offene Tag war dann der 31. Januar 2019.